# Ludditter
Ludditter (anglicisme; på dansk maskinstormer) var britiske arbejdere, der i begyndelsen af 1800-tallet organiserede opstande mod indførelse af nye maskiner, som de anså for årsagen til arbejdsløshed og social nød. De ødelagde ofte maskiner, og protesterede mod de ændringer, som den Industrielle revolution, havde forårsaget. De mente, at udviklingen betød, at flere mistede deres jobs og pålagde dem en ny livstil, som de ikke brød sig om.
Bevægelsen tog navn efter en mytisk skikkelse, Ned Ludd, som sandsynligvis aldrig har eksisteret. I årene 1811-12 kulminerede luddismen med omfattende ødelæggelser af fabrikker og maskiner. Den engelske regering slog hårdt ned med indsættelse af tropper og indførelse af dødsstraf for ødelæggelserne. Efter henrettelsen af 17 ludditter i 1813 svækkedes bevægelsen, og efter 1820 ophørte den. I enkelte andre lande var der under den tidlige industrialisering tilsvarende bevægelser, men de var langtfra så omfattende eller militante som i Storbritannien.
Begrebet har efterfølgende fået en ny mening: en "Luddit" er en person, der er modstander af industrialisering, automation, computerisering eller nye teknologier generelt.

## Fodnoter
1. ↑  "Luddite" Arkiveret 20. februar 2021 hos  Wayback Machine Compact Oxford English Dictionary at AskOxford.com. Accessed February 22, 2010.